# اچ‌ام‌اس استیوت (اس۱۱۹)
اچ‌ام‌اس استیوت (اس۱۱۹) (به انگلیسی: HMS Astute (S119)) یک زیردریایی است که طول آن 97 m (318 ft) می‌باشد. این زیردریایی در سال ۲۰۰۷ ساخته شده و با استفاده از شکافت هسته‌ای نیروی حرکت و برق خود را تأمین می‌کند. زیردریای استیوت با عایق بندی صدایی جدید درست شده است و در دو کلاس آژاکس و آشیل طراحی و ساخته شده است. همچنین زیردریایی استیوت قابلیت حمل و استفاده از اژدرهای برد بلند با تیپ sword fish (شمشیر ماهی) را دارد.